# Échantillonnage de Gibbs
L'échantillonnage de Gibbs est une méthode MCMC. Étant donné une distribution de probabilité π sur un univers Ω, cet algorithme définit une chaîne de Markov dont la distribution stationnaire est π. Il permet ainsi de tirer aléatoirement un élément de Ω selon la loi π (on parle d'échantillonnage).

## Introduction
Comme pour toutes les méthodes de Monte-Carlo à chaîne de Markov,
- on se place dans un espace vectoriel Ɛ de dimension finie n ;
- on veut générer aléatoirement N vecteurs x(i) suivant une distribution de probabilité π ;
- pour simplifier le problème, on détermine une distribution qx(i) permettant de générer aléatoirement x(i + 1) à partir de x(i).

La spécificité de l'échantillonnage de Gibbs consiste à « découper » qx(i) en n probabilités conditionnelles :
- la première composante du vecteur, x(i + 1)1, est générée à partir de la probabilité conditionnelle π(x1|x(i)2, x(i)3, …, x(i)n) ;
- la seconde composante du vecteur, x(i + 1)2, est générée à partir de la probabilité conditionnelle π(x2|x(i + 1)1, x(i)3, …, x(i)n) ;
- la composante j du vecteur, x(i + 1)j, est générée à partir de la probabilité conditionnelle π(xj|x(i + 1)1, x(i + 1)2, …, x(i + 1)j - 1, x(i)j + 1, …, x(i)n).

On remplace donc le problème de génération aléatoire de x(i + 1) par n problèmes que l'on espère plus simples.

## Principe
Soit X=(Xi, i∈S) une variable de loi π dans l'espace de sites S=⟦1;n⟧ vers l'espace des états Ω. Pour x = (x1;…;xn)∈Ω et les densités conditionnelles πi(xi|x¬i) où x¬i = (xj, j≠i), i∈S, on construit l'échantillonneur de Gibbs sur les noyaux π-invariants : Pi(x,y) = πi(yi|x¬i)1(x¬i = y¬i).

### Échantillonneur par balayage systématique
On visite S séquentiellement, en relaxant à chaque pas i la valeur suivant la loi πi conditionnelle à l'état courant. La transition de x à y s'écrit:
{\displaystyle P\left(x;y\right)=\prod _{i=1}^{n}\pi _{i}\left(y_{i}|y_{1},\dotsc ,y_{i-1},x_{i+1},\dotsc ,x_{n}\right)}

### Échantillonneur par balayage aléatoire
Soit ν une probabilité jamais nulle sur S. À chaque pas, un site i est choisi avec la probabilité νi>0 et la valeur y est relaxée selon la loi conditionnelle πi à l'état courant. La transition s'écrit:
{\displaystyle P\left(x;y\right)=\sum _{i=1}^{n}\nu _{i}\pi _{i}\left(y_{i}|x_{\neg {i}}\right)\mathbf {1} \left(x_{\neg i}=y_{\neg i}\right)}

### Propriétés
- Si Ω est fini, la transition P est positive strictement et la vitesse de convergence de νPk est exponentielle.
- π peut être connu à un facteur multiplicatif près.